# Нагорье (Киров)
 Нагорье — деревня в Кировской области. Входит в состав муниципального образования «Город Киров»

## География
Расположена на расстоянии примерно 11 км по прямой на запад-юго-запад от поселка Лянгасово.

## История
Известна с 1719 года как деревня Нагорская с населением 12 душ мужского пола, в 1764 109 жителей, в 1802 18 дворов. В 1873 году здесь отмечено дворов 25 и жителей 183, в 1905 (Нагорская или Нагоряна) 37 и 192, в 1926 (Нагоряне) 39 и 176, в 1950 23 и 101, в 1989 1 постоянный житель. Настоящее название утвердилось с 1939 года. Административно подчиняется Октябрьскому району города Киров.

## Население
Постоянное население составляло 0 человек в 2002 году, 1 в 2010.